# NGC 4292A
NGC 4292A في الفهرس العام الجديد، هي مجرة، تقع في كوكبة العذراء. اكتشفت بواسطة جون هيرشل.

## روابط خارجية
- NGC 4292A على موقع ويكي سكاي: DSS2, SDSS, GALEX, IRAS, Hydrogen α, X-Ray, Astrophoto, Sky Map, Articles and images